# ويندي شارب (رسامة)
ويندي شارب (بالإنجليزية: Wendy Sharpe)‏ هي رسامة أسترالية، ولدت في 1960.